# 塔桥镇
塔桥镇，是中华人民共和国河南省驻马店市上蔡县下辖的一个乡镇级行政单位。

## 行政区划
塔桥镇下辖以下地区：
塔桥村、董何村、侯张村、关楼村、黄庄村、胡庄寨村、黄泥桥村、申寨村、孟赵村、大邱村、张李村、北大李村、大赵村、彭庄村、白圭庙村、西何庄村、小李村、南张庄村、楼李村、三李村、盆王村、黑翟村、葛楼村和长王村。